# Пар
Пар — газообразное состояние вещества в условиях, когда газовая фаза может находиться в равновесии с жидкой или твёрдой фазами того же вещества, то есть при температурах ниже критической температуры вещества. Процесс возникновения пара из жидкой фазы называется парообразованием, из твёрдой — сублимация или возгонка. Обратный процесс называется конденсация; для перехода в твёрдое состояние также используют термин десублимация.
В разговорной речи под словом пар почти всегда понимают водяной пар. Пары́ прочих веществ оговариваются в явном виде.
При низких давлениях и высоких температурах свойства пара приближаются к свойствам идеального газа. Подразумевается, что жидкая или твёрдая фазы могут представлять собой как индивидуальное вещество так и механическую смесь веществ — влажное вещество.
У разных жидкостей динамическое равновесие с паром наступает при различной плотности пара. Причина этого заключается в различии сил межмолекулярного взаимодействия. В жидкостях, у которых силы межмолекулярного притяжения велики, например у ртути, только наиболее быстрые молекулы, число которых незначительно, могут вылетать из жидкости. Поэтому для таких жидкостей уже при небольшой плотности пара наступает состояние равновесия. У летучих жидкостей с малой силой притяжения молекул, например у эфира, при той же температуре может вылететь за пределы жидкости множество молекул. Поэтому и равновесное состояние наступает только при значительной плотности пара.
Не следует путать оптически однородный и гомогенный пар с туманом (взвесь мелких капель в газе) — гетерогенной системой, сильно рассеивающей свет.

## Насыщенный и ненасыщенный пар
Различают следующие виды состояний пара химически чистых веществ:
- Ненасыщенный пар — пар, не достигший динамического равновесия с жидкостью. При данной температуре давление ненасыщенного пара всегда меньше давления насыщенного пара. При наличии над поверхностью жидкости ненасыщенного пара процесс парообразования преобладает над процессом конденсации, и потому количество жидкости в сосуде с течением времени уменьшается.
- Насыщенный пар — пар, находящийся в динамическом равновесии с жидкостью (скорость испарения равна скорости конденсации). Это означает, что при данной температуре в этом объёме не может находиться большее количество пара. Если сжимать пар, находящийся в равновесии с жидкостью под поршнем (при условии, что воздух из сосуда предварительно откачан), то равновесие будет нарушаться. Так как плотность пара в первый момент увеличится, то увеличится конденсация (из пара в жидкость начнет переходить большее количество молекул, чем из жидкости в газ). Этот процесс будет продолжаться до тех пор, пока вновь не установятся динамическое равновесие и плотность пара, а следовательно, и концентрация молекул газа не примет прежнее значение.
- Пересыщенный пар — пар, давление которого превышает давление насыщенного пара при данной температуре[2]. Может быть получен путём увеличения давления пара в объёме, свободном от центров конденсации (пылинок, ионов, капелек жидкости малых размеров и т. д.). Другой способ получения — охлаждение насыщенного пара при тех же условиях. В связи с последним способом получения насыщенного пара применительно к нему используется также наименование переохлаждённый пар[3][4][5]. Кроме того, иногда в литературе встречается термин перенасыщенный пар.

## Водяной пар
Водяной пар — газообразное состояние воды.
Благодаря своим свойствам, водяной пар получил широкое распространение в разнообразной деятельности человека.
- В промышленности является теплоносителем, рабочим телом в паровых машинах и турбинах или очистительным агентом (при паровой очистке).
- Используется в качестве огнетушащего вещества в системах паротушения.
- В кулинарии применяется для приготовления блюд «на пару́», например — паровой рыбы.